# Chlebovník
Chlebovník (Artocarpus) je rod vyšších dvouděložných rostlin z čeledi morušovníkovité (Moraceae). Jsou to stromy se střídavými listy a velkými dužnatými plodenstvími, rostoucí v Asii a Tichomoří. Některé druhy poskytují ovoce.

## Popis
Chlebovníky jsou jednodomé stálezelené nebo řidčeji opadavé stromy se střídavými jednoduchými listy s palisty. Při poranění roní bílý latex. Listy jsou střídavé ve šroubovici nebo dvouřadě rozložené. Čepel listů je celistvá nebo zpeřeně členěná, výjimečně zpeřená, kožovitá, celokrajná. Květenství jsou hlávkovitá, mnohokvětá, jednopohlavná, u některých druhů se vyvíjejí na hlavních větvích a kmenech (kauliflorie). Samčí květy jsou navzájem nesrostlé, obsahují jedinou tyčinku a jsou podepřeny listeny. Samičí květy jsou alespoň částečně srostlé a vyvíjejí se v masivní dužnaté plodenství.
Rod chlebovník zahrnuje celosvětově asi 50 druhů.

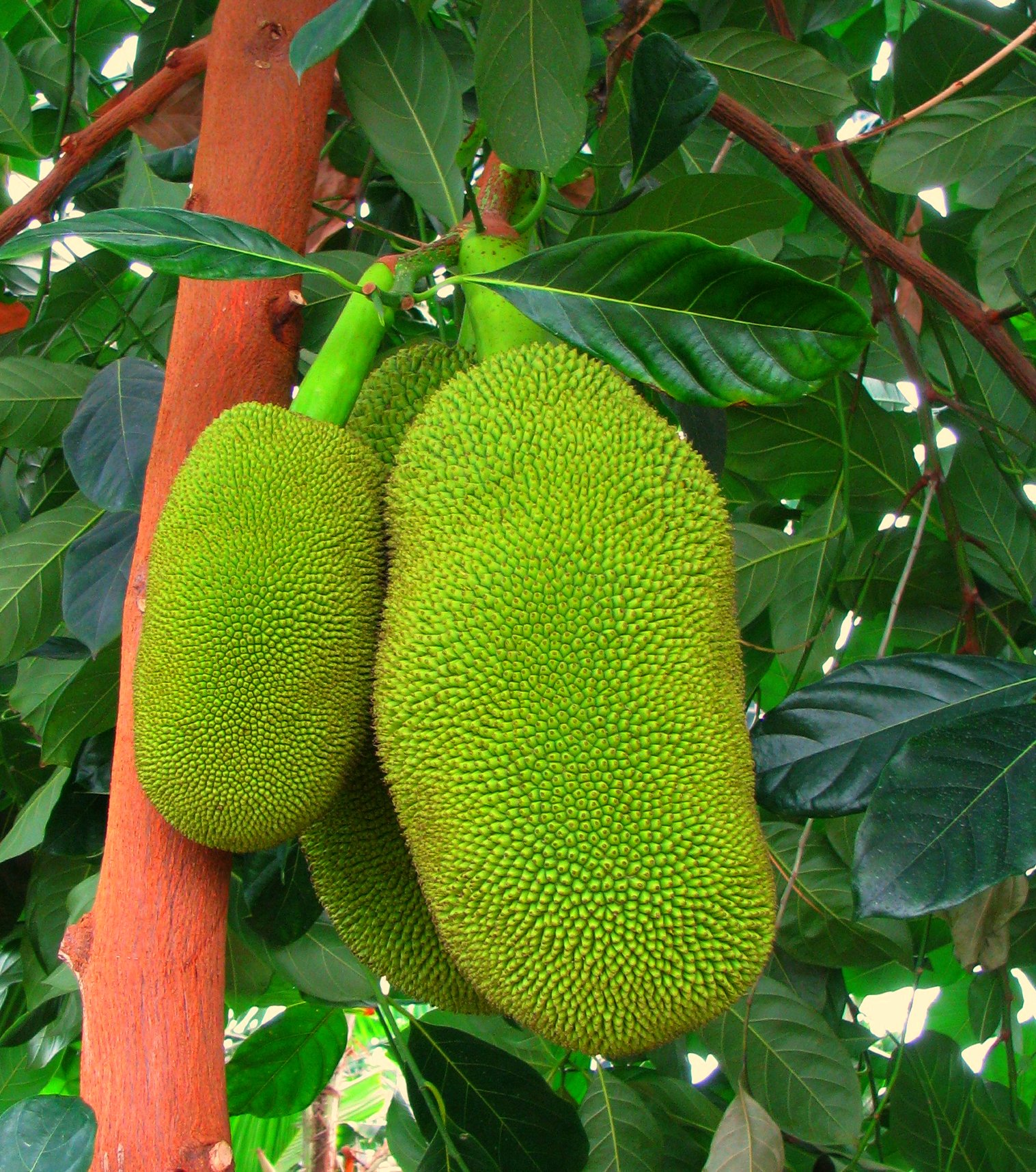
Chlebovník různolistý
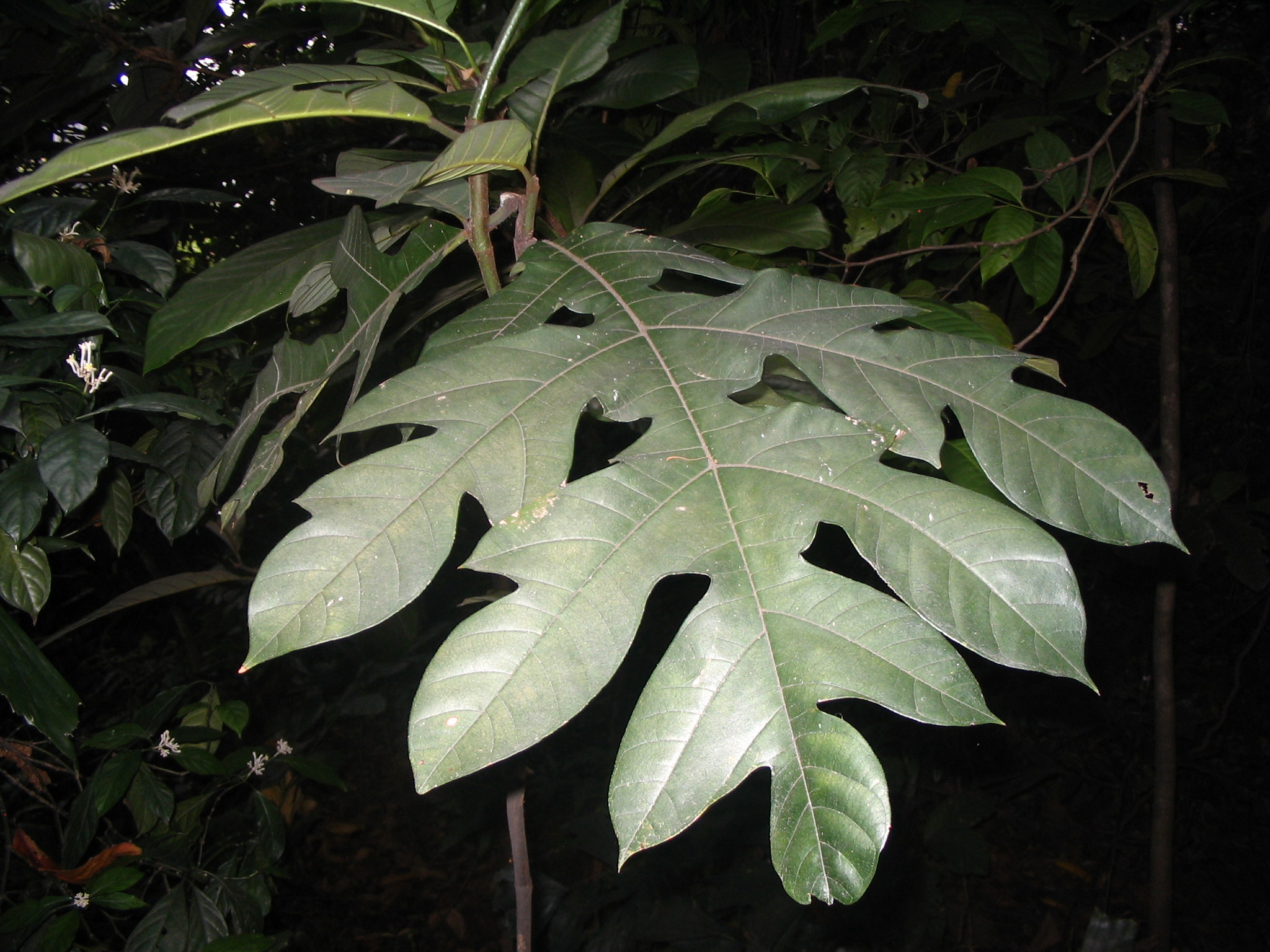
List chlebovníku Artocarpus elasticus
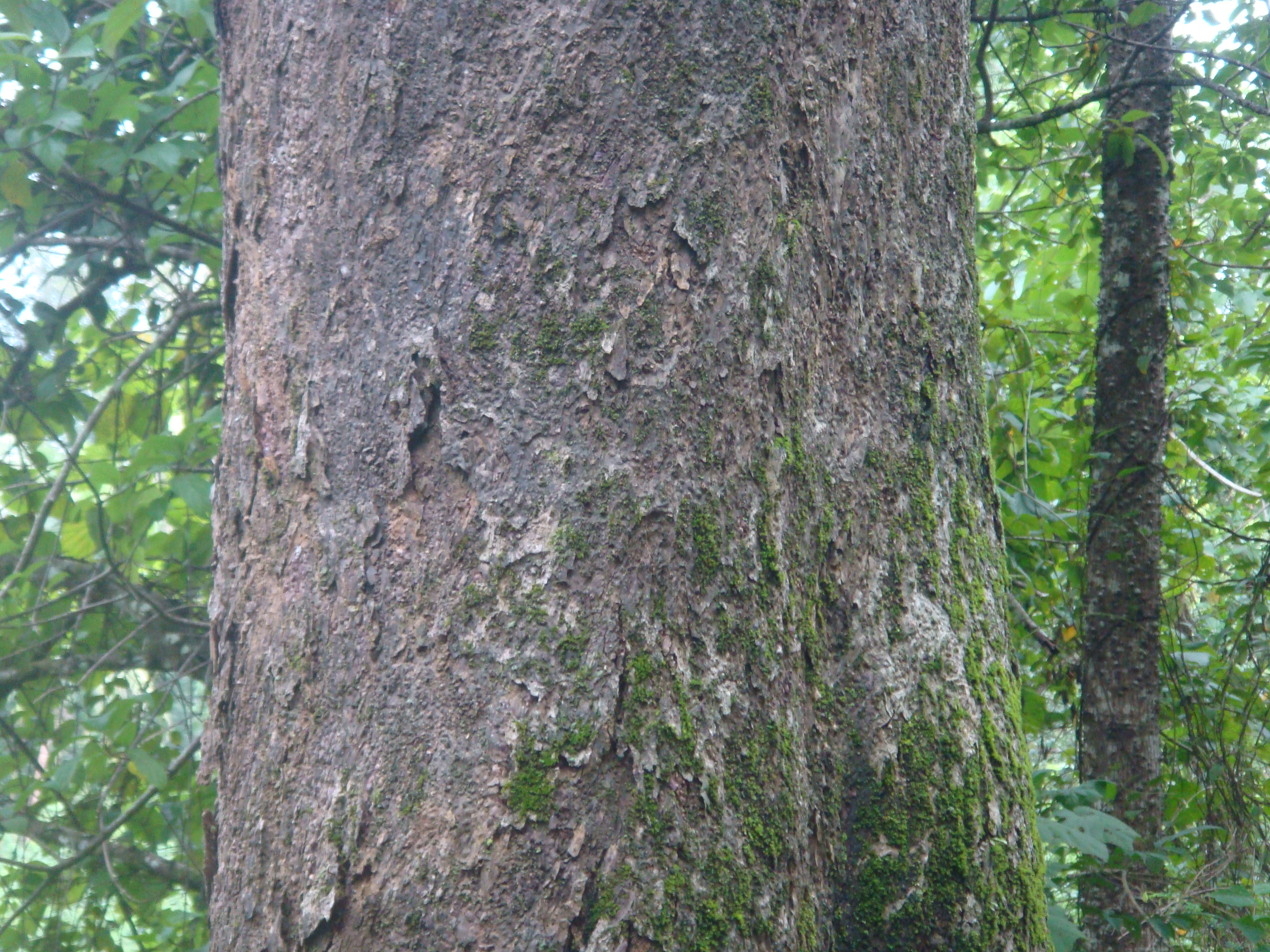
Kmen chlebovníku Artocarpus hirsutus

## Rozšíření
Chlebovníky jsou přirozeně rozšířeny v tropické a subtropické Asii a na ostrovech Polynésie.

## Ekologické interakce
U chlebovníku celokrajného byl prokázán sofistikovaný a neobvyklý způsob opylování bejlomorkami za spoluúčasti houby. Samčí květenství jsou nejprve infikována houbou rodu Choanephora. Tuto houbu vyhledávají bejlomorky rodu Contarinia, nakladou zde vajíčka a dospělci i vylíhlé larvy se živí houbovým myceliem. Dospělce lákají vůní i samičí květy neinfikované houbou a dochází k opylení lepkavým pylem.
Semena chlebovníků jsou rozšiřována povětšině ptáky, kaloni a stromovými savci vyhledávajícími sladkou dužninu plodů.

## Význam
Některé druhy chlebovníku poskytují ovoce. Nejčastěji se v tropech pěstuje chlebovník obecný neboli bredfrut a chlebovník různolistý neboli džekfrut. Místně se pěstují i některé další druhy, jako je chlebovník celokrajný (Artocarpus integer), chlebovník vonný (A. odoratissimus), Artocarpus rigidus, Artocarpus chaplasha, Artocarpus nitidus a Artocarpus camansi. Mimo dužniny jsou jedlá i pražená semena, např. chlebovníku obecného. Jedlé jsou i plody čínského chlebovníku Artocarpus tonkinensis. Mimo plodů poskytují některé druhy chlebovníků ceněné dřevo.

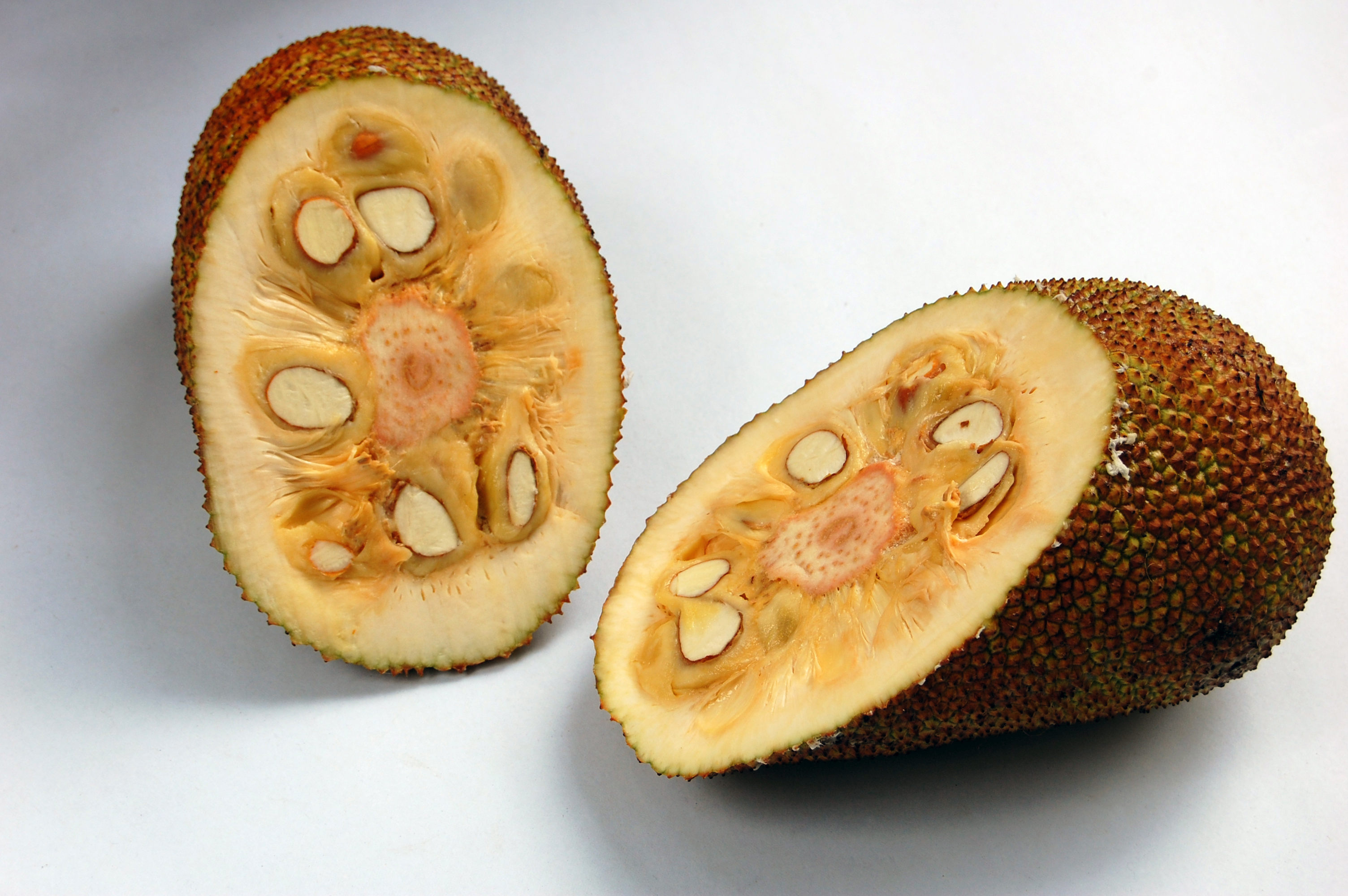
Rozkrojený plod chlebovníku celokrajného
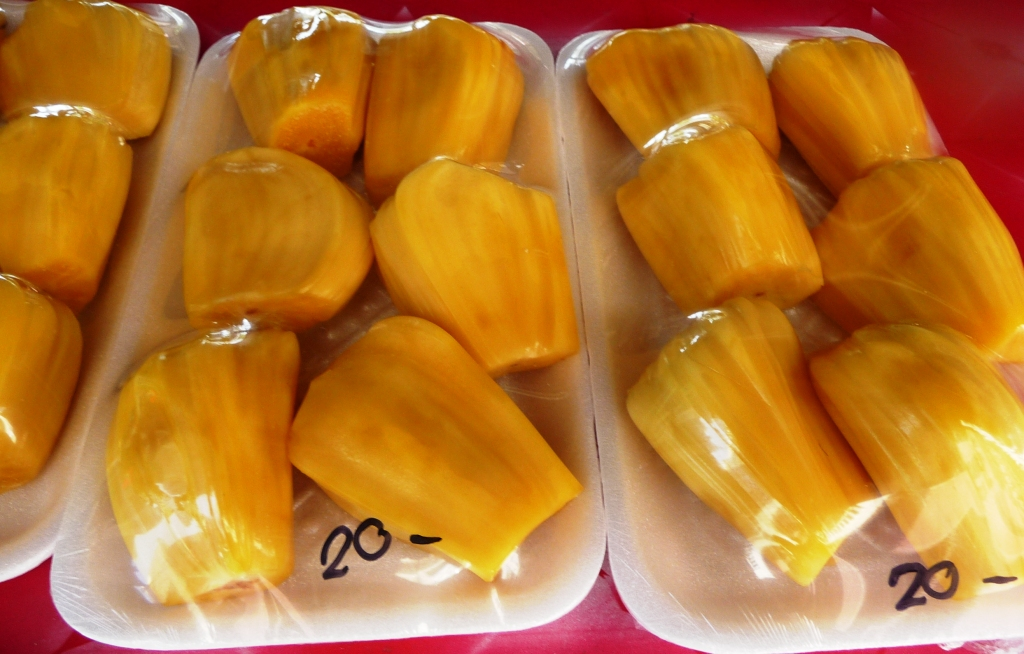
Balené míšky chlebovníku různolistého na asijském tržišti
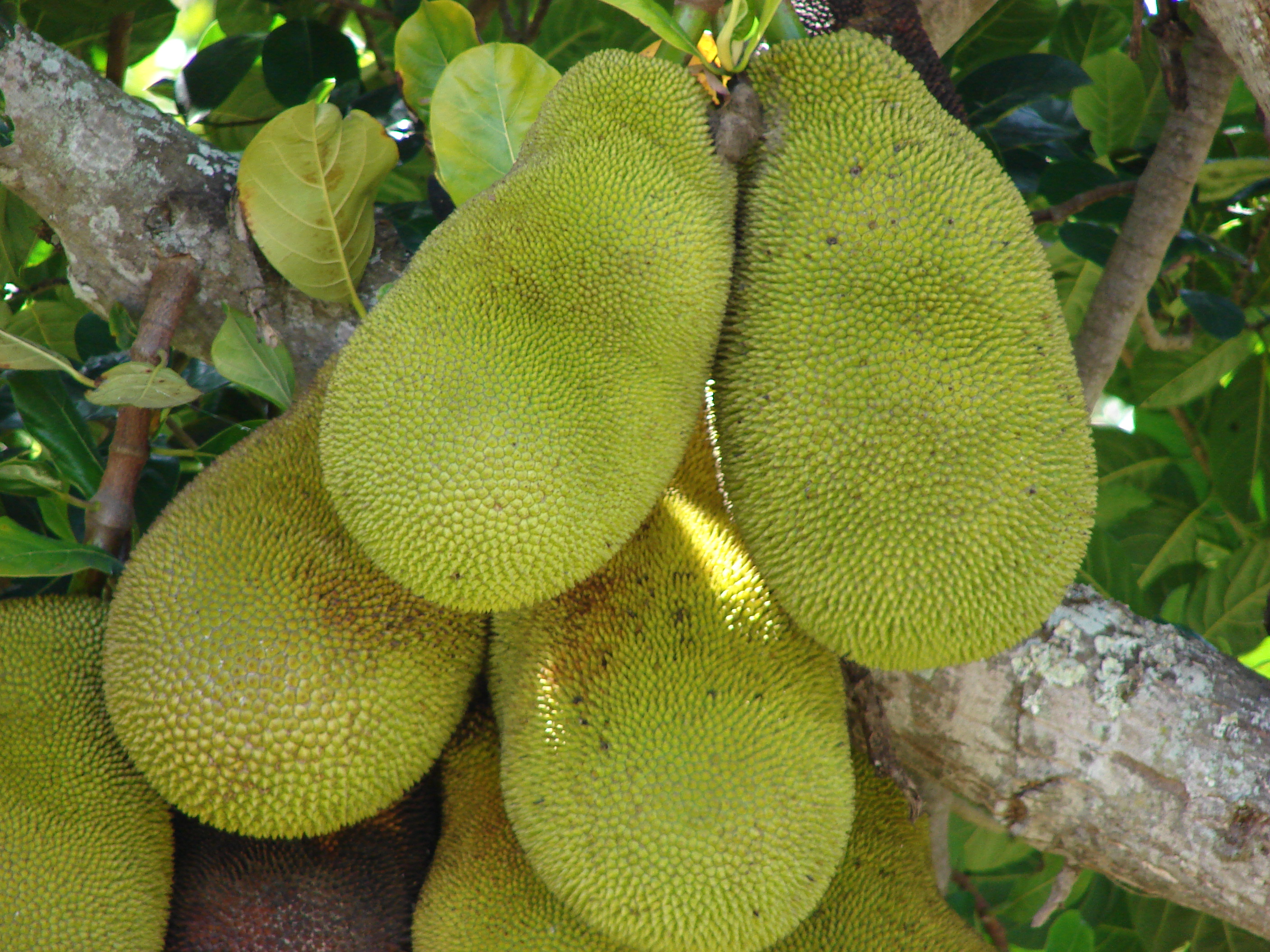
Masivní plody chlebovníku různolistého
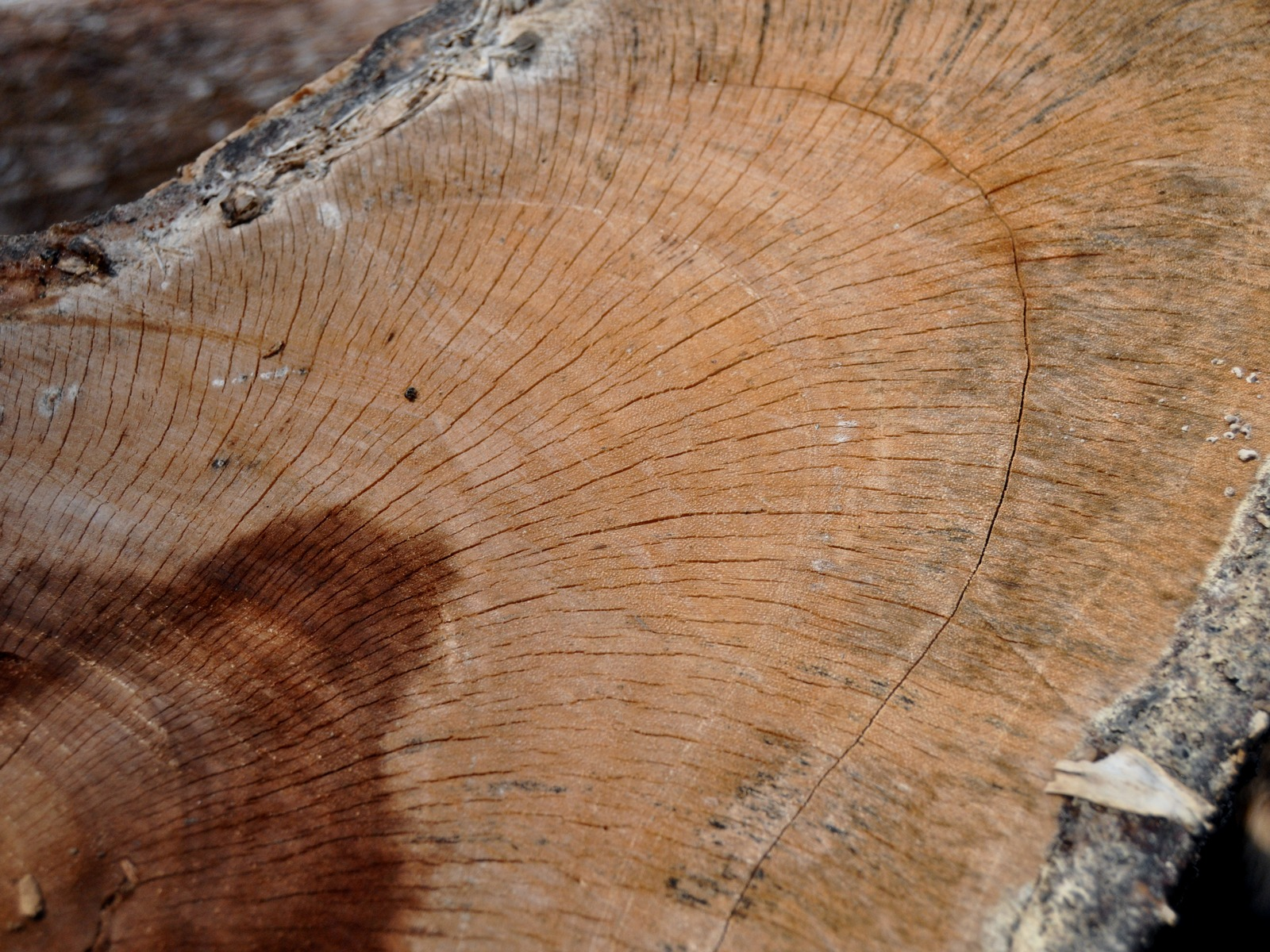
Dřevo chlebovníku Artocarpus elasticus

## Zástupci
- chlebovník celokrajný (Artocarpus integer)
- chlebovník obecný (Artocarpus altilis)
- chlebovník různolistý (Artocarpus heterophyllus)
- chlebovník vonný (Artocarpus odoratissimus)